# المجموعة الفردانية G2a1
المجموعة الفردانية G2a1 أو G-FGC7535، والمعروفة أيضًا باسم السُّلالة G2a1 (والمعروفة سابقًا باسم G-L293)، هي مجموعة فردانيَّة بشريَّة ذكوريَّة وهو سليل مباشر للسُّلالة G2a (G-P15)، كما أنه فرع أساسي للمجموعة الفردانية G2 (P287).
للسُّلالة G2a1 تردد منخفض للغاية في جميع سُكان العالم تقريبًا باستثناء أجزاء من جبال القوقاز.
في عام 2017، تم استبدال الطفرة L293 بـ FGC7535 وSK1106 وZ6552 باعتبارها الطفرة المحددة لـ G2a1، وذلك بسبب الصعوبة الفنية في اختبار L293.

## السمات الوراثية للسُّلالة G2a1
تقريبًا جميع الأشخاص المُنتمين إلى السُّلالة G2a1 لديهم قيمة 10 عند علامة التكرار الترادفي القصير (STR) DYS392. وعادةً ما تحتوي السُّلالة الفرعيَّة الرئيسية G2a1 على قيم أعلى لـ DYS385b، مثل 16 أو 17 أو 18، مقارنة بمعظم الأشخاص من الفئة G. تقريبًا جميع الأشخاص من السُّلالة G2a1a لديهم قيمة 15 أو أكثر عند DYS385a، وهي نتيجة يمكن أن تكون مفيدة في تمييز الأشخاص المُنتمين للسُّلالة G2a1a عن الأشخاص غير G الذين لديهم قيم علامة مماثلة. بالإضافة إلى ذلك، تم العثور على الأشخاص الذين تم اختبارهم لـ G2a1a بقيمة 9 عند العلامة DYS505. هذه عدة قيم أقل مما هو موجود في مجموعات فرعية G، ومن المحتمل أن تكون أساسًا لمجموعات فرعية إضافية.

## الأصول
تقول الدراسة الوحيدة المنشورة حتى الآن P16 (G2a1a) أن عمر السُّلالة حوالي 9,6 آلاف عام. 

## السُّلالات الفرعيَّة

### G2a1a (P16) وG2a1a1 (P18)
يُعتبر وجود طفرة P16 هو ما يميز المجموعة الفرعية الوحيدة لـ G2a1، وهي G2a1a. ولكن من الصعب التمييز بين P16 ومجموعتها الفرعية P18. كما تم التشكيك في موثوقية P16 في تحديد كل شخص في فئة G2a1a. أما بالنسبة لـ P18، نظرًا لأنه يتم فحص الخيوط الفردية، يمكن تصنيف P18 على أنها P18.1 وP18.2 وP18.3، وقد يحصل الأشخاص على نتائج مختلفة لثلاثة مكونات. تشير التسمية P إلى أنه تم التعرف عليه في جامعة أريزونا، وتم الإبلاغ عن وجوده لأول مرة في عام 2002 م. ويتم ذكر المواصفات الفنية لـ P18 هي أنها: تقع على كروموسوم Y الصبغي عند 25751219؛ 25029753; 23396005.... التمهيدي إلى الأمام هو tggatctgattcacaggtag .... التمهيدي العكسي هو ccaacaatatgtcacaatctc ..... الطفرة هي تغيير من C إلى T.

## التوزيع

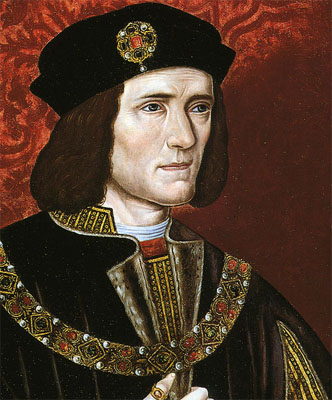
ملك إنجلترا ريتشارد الثالث، أحد المُنتمين إلى السُّلالة G2a1

تمثل G2a1a ومجموعتها الفرعية غالبية عينات المجموعة الفردانية G وذلك في بعض أجزاء منطقة جبال القوقاز. تم العثور على G2a1a فقط بأعداد صغيرة في أماكن أخرى. ويُعزى إلى الباحث بالانوفسكي وآخرون أنه قدم أول اختبار تفصيلي لـ P16 وP18 في هذه المنطقة.
تحتوي جميع عينات P16 تقريبًا على طفرة P18. فقد تم العثور على أعلى نسبة لـ P18 بين الأوسيتيين في جمهورية أوسيتيا الشمالية-ألانيا الرُّوسية، وهو ما يمثل 32% من جميع العينات المأخوذة هناك. وفي منطقة أبخازيا، وتحديدًا بين الأبخاز أنفسهم، كان الفرع P18 يمثل 16% من إجمالي العينات، بينما كان من نصيب الشراكسة (الأديغيه) في جمهورية قراتشاي-تشيركيسيا الروسية نسبة 8% من العينات. وفي أماكن أخرى من القوقاز، كانت P16 وP18 ضئيلة أو تمثل نسبة مئوية صغيرة. ولم يتم أخذ عينات من منطقة جنوب شرق القوقاز.
هنالك أيضًا عينات معزولة من رجال السُّلالة G2a1a الذين تم الإبلاغ عن أصولهم في جورجيا وتركيا وبلغاريا وغرب روسيا وليبيا وإنجلترا مع أوجه تشابه مع تلك الموجودة في مجموعة أوسيتيا الشمالية بناءً على قيم علامة STR. يتمتع السفانس والأوسيتيون الجنوبيون داخل جورجيا بحضور كبير في السُّلالة G2a1a على الرغم من عدم قيام أحد بقياس النسبة المئوية بعد. وبالمثل، ترتبط بشكل وثيق بمجموعة يهودية تعتمد على قيم علامة STR وهي عينة مجهولة في قاعدة بيانات SMGF من كاشغر، الصين، بالإضافة إلى عينات معزولة من لبنان، وقبرص، وأرمينيا وتيرول النمساوية. تشتمل المجموعة الفرعية YCA = 19,21 في معظمها من أوروبا الشرقية على عينة مجهولة في قاعدة بيانات SMGF من قيرغيزستان، وتوجد عينة أخرى من بين السفان في جورجيا.
كما توجد عينات معزولة لا تنتمي إلى أي تجمع من الدول الكبرى في وسط وشرق وجنوب أوروبا، من المغرب وشمال الشرق الأوسط ومنطقة القوقاز وإيران. حيث تمثل العينة من إيران (وتحديدًا في طهران) عينة واحدة فقط من أصل 444 عينة إيرانية من جميع الأنواع في قاعدة بيانات YHRD. ربما تكون ذات أهمية - على عكس بعض المجموعات الفرعية الأخرى - إلا أنه لا يبدو أن عينات G2a1 من جنوب آسيا موجودة. في المقابل، فإن العديد من عينات المجموعة الفردانية G المتوفرة بين الغجر في المجر لها سمات علامة STR النموذجية لـ G2a1a.

## رجال بارزون

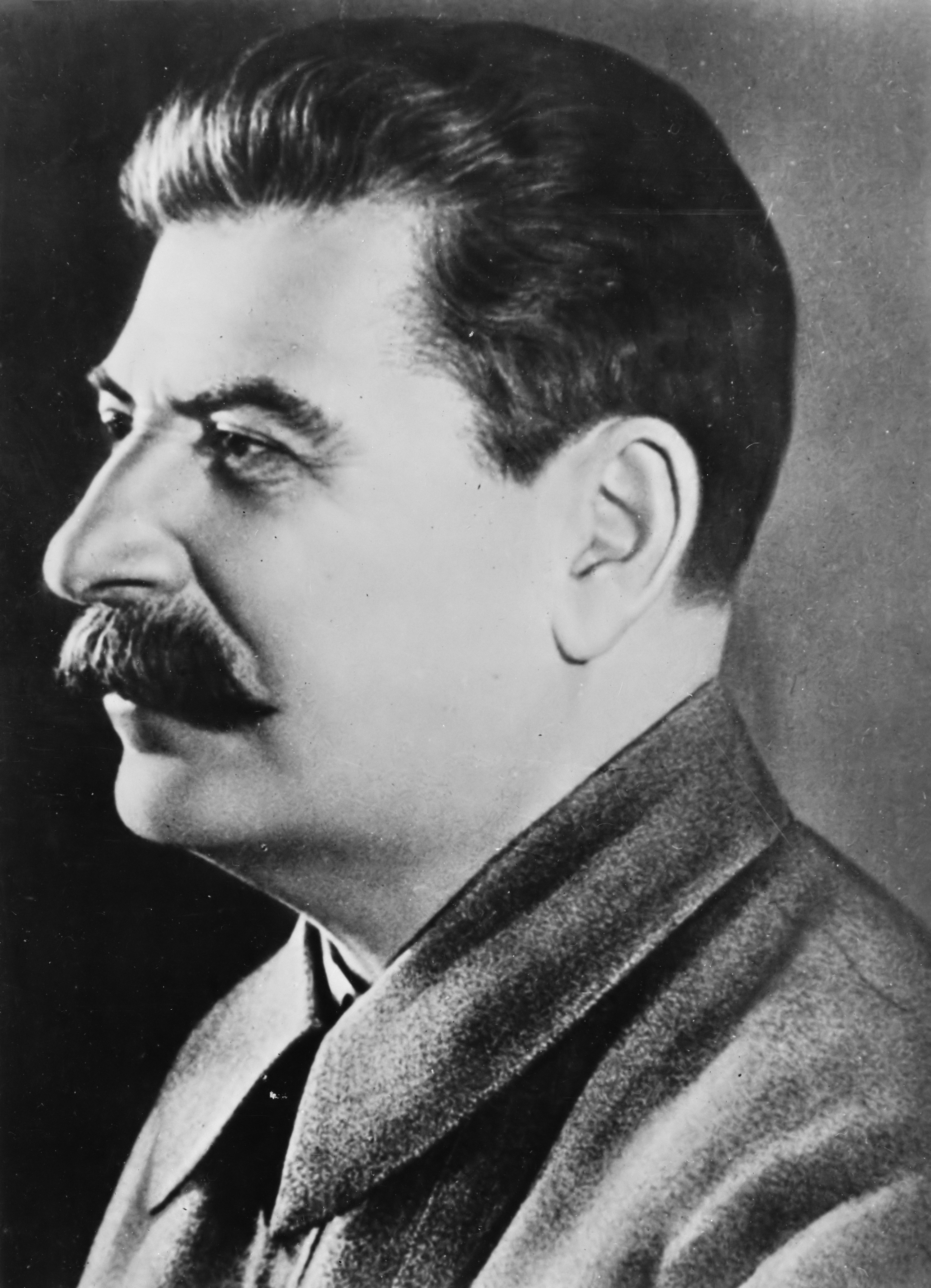
الزعيم السُّوفييتي جوزيف ستالين، وهو من سُلالة G2a1

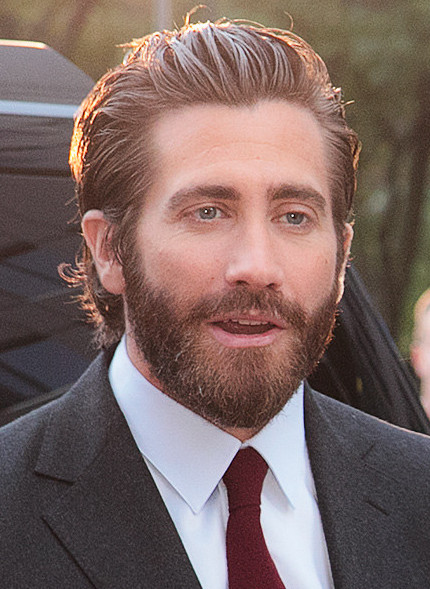
المُمثل الأمريكي الشهير جيك جيلنهال، أحد المُنتمين إلى السُّلالة G2a1

أظهرت الفحوصات التي أجريت من خلال الاختبار المُباشر أو اختبار أحفادهم وأدلة الأنساب، أن هنالك أسماءً لرجال بارزين في التاريخ ينتمون إلى السُّلالة G2a، وهم:
- أوتزي، الذي عُثر على رفاته في الحدود الحديثة بين النمسا وإيطاليا، ويعود تاريخه إلى الألفية الرابعة قبل الميلاد في العصر النحاسي، حيث ينتمي إلى السُّلالة G-L91 (G2a2b).
- يويا، الجد الأكبر لتوت عنخ آمون ومُستشار الفرعون أمنحتب الثالث. أظهرت التحاليل المُتوقعة انتماؤه إلى السُّلالة G2a.[12]

- ريتشارد الثَّالث، ملك إنجلترا، الذي تم استخراج رفاته عام 2012 قبل إعادة دفنه مباشرة، وهو ينتمي إلى السُّلالة G2 (G-P287).[13]
- لين بانكس، سياسي أمريكي من الحزب الديمقراطي.[14]
- ريتشارد ستوكتون، مُحامي وقاضي بريطاني وأمريكي.[14]
- جوزيف ستالين، حيث أجريت الاختبارات الجينية لحفيده (فاسيلي بن ألكسندر بن جوزيف ستالين بوردونسكي) وأظهرت أنه ينتمي إلى المجموعة الفردانية G2a1a1.[15][16]
- آل كابوني، رجُل عصابات أمريكي وقاتل الرئيس الأمريكي جون كينيدي.[14]
- نجيب إلياس حلبي، رجل أعمال أمريكي من أصل سوري، ووالد الملكة نور الحسين زوجة ملك الأردن الحسين بن طلال.[14]
- جون جي كريمر، أستاذ فيزياء وعالم نووي أمريكي.[14]
- جيمس فرانسيسكوس، مُمثل أمريكي.[14]
- لاري بيرد، لاعب كرة سلَّة أمريكي.[14]
- جيك جيلينهال، مُمثل أمريكي.[14]

## روابط خارجية
- مشروع السُّلالة G في
- انتشار المجموعة الفردانية G من ناشيونال جيوغرافيك
- البرنامج التعليمي Haplogroup G من Genebase
- Y-DNA Haplogroup G وفئاتها الفرعية من الشجرة الفردانية ISOGG
- مشجرة السُّلالة G2 في موقع yfull
- مشروع السُّلالة G العربيَّة في فاميلي تري
- مشروع G-L14 في فاميلي تري
- مشروع السُّلالة G في الشرق الأوسط في فاميلي تري